# Port lotniczy Bużumbura
Port lotniczy Bużumbura – międzynarodowy port lotniczy położony w pobliżu Bużumbury. Jest największym portem lotniczym Burundi. W 2004 obsłużył 85 434 pasażerów.

## Linie lotnicze i połączenia
| Linia lotnicza     | Kierunek                   |
| ------------------ | -------------------------- |
| Air Tanzania       | 1. Dar es Salaam 2. Kigoma |
| Brussels Airlines  | 1. Bruksela                |
| Ethiopian Airlines | 1. Addis Abeba             |
| Kenya Airways      | 1. Nairobi                 |
| RwandAir           | 1. Kigali                  |
| Uganda Airlines    | 1. Entebbe                 |